# Брзи Брод
Брзи Брод је насеље у градској општини Медијана на подручју града Ниша у Нишавском округу. Налази се на левој обали Нишаве у ширем градском простору Ниша, удаљен 6 км источно од центра града. Према попису из 2022. било је 4643 становника (према попису из 1991. било је 3665 становника).

## Историја
Поред преисторијских налаза, из бронзаног доба познатог под називом „Меридијан група“ на атару Брзог Брода је и локалитет римска Медијана, некадашњи субурбијум Наисуса са комплексом грађевина на 40 хектара површине богатих Римљана и палатом цара Константина Великог. Има трагова и римског кастела. У близини ових локалитета негде у средњем веку настао је и Брзи Брод.
У време Турског пописа из 1498. године у Брзом броду је било 14 хришћанских кућа (3 неожењених, 1 удовичка), 11 кућа муслимана и 17 кућа бенака (муслимана ратара). У селу су радиле и две воденице, а приход им је био 2.650 акчи.
Према турском попису нахије Ниш из 1516. године, Брзи Брод је било једно од 111 села нахије и носило је исти назив као данас. По том попису имало је 8 кућа, 2 самачка домаћинства, 27 муслимана.; том приликом, поред других прихода, уписан је и приход од производње пиринча у износу од 552 акче.
У 16. веку Брзи Брод су га насељавали искључиво муслимани, а од 17. века до ослобођења овог краја од Турака 1878. године у њему је живела раја, али је било и муслимана (Турака). Ослобођење га је затекло као спахилук Абаз-бега с неколико воденица на Нишави и Кутинској вади (оточници Кутинске реке). Осим што је служила воденичарству, ова вада користила се и за наводњавање пиринчаних поља у 15. и 16. веку, а у новије време за наводњавање башти.
Године 1878. Брзи Брод је био село са 13 задружних домаћинстава и 111 становника, а 1930. године село са 57 домаћинстава и 416 становника.
Брзи Брод је до 1955. године село у околини Ниша. Отада се његов развој одвијао експлозивно. Под утицајем радничких придошлица са свих страна (из околних и удаљених заплањских и нишавских села, али и из Македоније, Лике итд.), као и под утицајем промена у аутохтоном становништву село је битно променило своју социо-економску структуру.
Године 1971. имало је 26 пољопривредних, 29 мешовитих и 497 непољопривредних домаћинстава. Тиме је Брзи Брод изгубио традиционална сеоска обележја и добио најпре приградско-мешовита а од седамдесетих-осамдесетих година 20. века и градска обележја (радничко насеље). У погледу лика, међутим, у великој мери је и данас сачувао своја рурална обележја.

## Саобраћај
До Брзог Брода се може доћи градском линијом 3 Насеље Ратко Јовић - Насеље Брзи Брод, као и до улаза у насеље Брзи Брод линијама 1 Миново Насеље - Нишка Бања, као и приградским линијама 18, 20, 20Л ПАС Ниш - Просек - Сићево - Островица - Равни До, линије 21 и 21Л ПАС Ниш - Јелашница - Горња Студена, као и линијом 37 ПАС Ниш - Лазарево Село.

### Мост преко Нишаве
Локална нишка телевизија је око 2008. године направила прилог о висећем мосту преко Нишаве који је био у јако лошем стању. То је био једини мост у том месту преко реке, и водио је до њива које су становници Брзог Брода обрађивали. Репортажа је постала надалеко чувена по описима тог моста од стране мештана, који су наводили да би они, како би привукли пажњу на његово стање, најрадије спалили тај мост у знак протеста, и тиме натерали локалне одборнике и "градске оце" да нешто учине. За мост су рекли и да је "неспособан", и да нико неће ништа урадити "док неко изразито не падне доле". Мост је у међувремену обновљен.

## Демографија
У насељу Брзи Брод живи 3858 пунолетних становника, а просечна старост становништва износи 43,7 година (43,2 код мушкараца и 44,1 код жена). У насељу има 1809 домаћинстава, а просечан број чланова по домаћинству је 2,57.
Ово насеље је великим делом насељено Србима (према попису из 2002. године), а у последња три пописа, примећен је пораст у броју становника.
|  |

| Демографија | Демографија | Демографија |
| Година      | Становника  | Становника  |
| ----------- | ----------- | ----------- |
| 1948.       | 568         |             |
| 1953.       | 595         |             |
| 1961.       | 1.055       |             |
| 1971.       | 1.935       |             |
| 1981.       | 2.945       |             |
| 1991.       | 3.665       | 3.593       |
| 2002.       | 4.452       | 4.554       |
| 2011.       | 4.642       |             |
| 2022.       | 4.643       |             |

| Етнички састав према попису из 2002.‍ | Етнички састав према попису из 2002.‍ | Етнички састав према попису из 2002.‍ | Етнички састав према попису из 2002.‍ | Етнички састав према попису из 2002.‍ |
| ------------------------------------ | ------------------------------------ | ------------------------------------ | ------------------------------------ | ------------------------------------ |
|                                      |                                      |                                      |                                      |                                      |
| Срби                                 | Срби                                 |                                      | 4.325                                | 97,14%                               |
| Македонци                            | Македонци                            |                                      | 23                                   | 0,51%                                |
| Роми                                 | Роми                                 |                                      | 22                                   | 0,49%                                |
| Бугари                               | Бугари                               |                                      | 7                                    | 0,15%                                |
| Црногорци                            | Црногорци                            |                                      | 2                                    | 0,04%                                |
| Украјинци                            | Украјинци                            |                                      | 2                                    | 0,04%                                |
| Хрвати                               | Хрвати                               |                                      | 1                                    | 0,02%                                |
| непознато                            | непознато                            |                                      | 66                                   | 1,48%                                |

| Година пописа     | 1948. | 1953. | 1961. | 1971. | 1981. | 1991. | 2002. |
| ----------------- | ----- | ----- | ----- | ----- | ----- | ----- | ----- |
| Број домаћинстава | 108   | 119   | 278   | 552   | 855   | 1.114 | 1.477 |

| Број чланова      | 1   | 2   | 3   | 4   | 5  | 6  | 7 | 8 | 9 | 10 и више | Просек |
| ----------------- | --- | --- | --- | --- | -- | -- | - | - | - | --------- | ------ |
| Број домаћинстава | 196 | 369 | 329 | 448 | 85 | 40 | 9 | 0 | 0 | 1         | 3,01   |

| Пол    | Укупно | Неожењен/Неудата | Ожењен/Удата | Удовац/Удовица | Разведен/Разведена | Непознато |
| ------ | ------ | ---------------- | ------------ | -------------- | ------------------ | --------- |
| Мушки  | 1.872  | 548              | 1.244        | 58             | 18                 | 4         |
| Женски | 1.847  | 376              | 1.256        | 176            | 33                 | 6         |
| УКУПНО | 3.719  | 924              | 2.500        | 234            | 51                 | 10        |

| Пол    | Укупно                    | Пољопривреда, лов и шумарство | Рибарство                            | Вађење руде и камена | Прерађивачка индустрија       |
| ------ | ------------------------- | ----------------------------- | ------------------------------------ | -------------------- | ----------------------------- |
| Мушки  | 880                       | 8                             | 0                                    | 4                    | 350                           |
| Женски | 683                       | 15                            | 0                                    | 0                    | 269                           |
| УКУПНО | 1.563                     | 23                            | 0                                    | 4                    | 619                           |
| Пол    | Производња и снабдевање   | Грађевинарство                | Трговина                             | Хотели и ресторани   | Саобраћај, складиштење и везе |
| Мушки  | 19                        | 68                            | 93                                   | 25                   | 102                           |
| Женски | 2                         | 4                             | 106                                  | 31                   | 19                            |
| УКУПНО | 21                        | 72                            | 199                                  | 56                   | 121                           |
| Пол    | Финансијско посредовање   | Некретнине                    | Државна управа и одбрана             | Образовање           | Здравствени и социјални рад   |
| Мушки  | 4                         | 20                            | 63                                   | 21                   | 37                            |
| Женски | 7                         | 9                             | 16                                   | 53                   | 111                           |
| УКУПНО | 11                        | 29                            | 79                                   | 74                   | 148                           |
| Пол    | Остале услужне активности | Приватна домаћинства          | Екстериторијалне организације и тела | Непознато            | Непознато                     |
| Мушки  | 18                        | 0                             | 0                                    | 48                   | 48                            |
| Женски | 15                        | 0                             | 0                                    | 26                   | 26                            |
| УКУПНО | 33                        | 0                             | 0                                    | 74                   | 74                            |